# Churšat Tal
Churšat Tal (hebrejsky: חורשת טל, doslova „Chermónská rosa“) je národní park a přírodní rezervace v Severním distriktu v Izraeli. V roce 1968 zde bylo celkem 765 dunamů vyhlášeno národním parkem (zařízení pro návštěvníky zabírá zhruba 250 dunamů) a 107 dunamů bylo vyhlášeno přírodní rezervací.

## Národní park
Národní park Churšat Tal se nachází při dálnici 99, východně od Kirjat Šmony v severní části Chulského údolí. Rekreační zázemí zde nabízí bungalovy a sruby. Parkem protéká potok, který je přítokem řeky Dan, jenž vodou zásobí zdejší přírodní bazén. Pro návštěvníky je rovněž k dispozici rybářský park.
Hebrejský název tohoto místa je odvozen z Knihy žalmů 133:3, kde se objevuje výraz „chermónská rosa.“

## Přírodní rezervace
Důvodem vyhlášení zdejší přírodní rezervace byly především 240 let staré duby šupinaté (Quercus macrolepis). Tyto stromy přežily mnoho let díky zařazení pod místní arabská svatá místa. Stáří některých ze stromů se odhaduje na 350 až 400 let. Podle místní pověsti se v těchto místech zastavilo k odpočinku deset Mohamedových stoupenců, kteří však nemohli najít strom, u kterého by uvázali své koně. Zapíchli tedy do země své hůlky, ze kterých se staly kořeny zdejších stromů. Příběh se odráží i v arabském názvu tohoto místa – Sejrat el-Asara‎ (doslova „Háj deseti“).